# Кубок СССР по хоккею с шайбой
Кубок СССР по хоккею с шайбой – соревнование, проводившееся Федерацией хоккея СССР. Наряду с чемпионатом СССР, один из главных хоккейных турниров в Советском Союзе. В розыгрышах, в разные годы, участвовали команды высшего, первого, второго дивизионов чемпионата СССР, а также представители (обычно обладатели кубков) Москвы, Ленинграда, Горького и восьми союзных республик: РСФСР, Карело-Финской ССР, Эстонской ССР, Латвийской ССР, Литовской ССР, Белорусской ССР, Украинской ССР и Казахской ССР.
Всего кубок был разыгран 20 раз, его победителями стали 5 команд. Первым обладателем стали «Крылья Советов». Последним и наиболее титулованным является ЦСКА – команда выигрывала кубок 12 раз. Наивысшее достижение команд не из высшего дивизиона – 1/2 финала (СКА Калинин, 1967 год).

Выиграть в один год чемпионат и Кубок удавалось 9 раз ЦСКА, и по одному разу ВВС МВО и «Крыльям Советов».
Самые титулованные игроки – Вениамин Александров (1955, 1956, 1961, 1966-1969) – 7 побед, Виктор Кузькин (1961, 1966-1969, 1973), Владимир Викулов (1966-1969, 1973, 1977), Владимир Лутченко (1967-1969, 1973, 1977, 1979) – 6 побед, самый титулованный тренер – Анатолий Тарасов – 9 побед (все – ЦСКА).

Лучший бомбардир – Владимир Викулов (ЦСКА) – 39 шайб.
В отличие от своего футбольного аналога, турнир не получил такой же значимости. Вместо 41 розыгрыша (начиная с первого Кубка и до последнего сезона советского хоккея) было сыграно только 20, остальные изначально не предполагались, либо были отменены или перенесены на последующие сезоны. Соревнования были отмечены большим количеством неявок на матчи, в большинстве турниров приняли участие не все планируемые команды (в 1966 году сыграло только 3/4 участников, не состоялся каждый третий матч).

## Трофей
Победителям соревнований в качестве трофея вручались 4 приза. Первый представлял собой металлический кубок, который венчала фигура хоккеиста, моделью для которого стал защитник «Крыльев Советов» Анатолий Кострюков. Этот же приз в 1989 году был вручён победителю Кубка лиги.

При возобновлении розыгрышей в 1966 году стали вручать хрустальную вазу, заменённую в 1971 году на более простую во форме из художественного стекла, вручаемую до 1979 года. Победитель последнего розыгрыша получил новый приз – снова это был кубок из металла.

## Схема проведения
Большинство турниров было полностью кубковыми. Исключения составили соревнования 1976, 1977 и 1979 годов, когда предварительные игры проводились в группах. Противостояние команд состояло из одного матча. Лишь в 1961 году предусматривалось три игры (либо до двух побед одной из команд), а в 1988 команды проводили два матча. Финал также состоял из одного матча, кроме 1961 года – соперники играли до трёх побед, и 1966 – до двух побед. Также в последнем розыгрыше планировалось проведение трёх матчей.

Если в первых турнирах все участники находились в одинаковых условиях, то в четвёртом розыгрыше лучшие команды чемпионата начинали игры с 1/4 финала. В дальнейшем подобное отдельное преимущество для ведущих команд предоставлялось в 1956, 1976 и 1979 годах. В 1970-1974 и 1988 годах все команды вступали в борьбу на разных этапах согласно занятым местам в чемпионате.

Первые семь турниров (за исключением 1956 года) проводились после окончания чемпионата СССР, в дальнейшем большинство розыгрышей проходили одновременно с чемпионатом.

## Хронология
Первый розыгрыш был скопирован с аналогичных турниров по футболу и хоккею с мячом – участвовали команды чемпионата СССР и по одному представителю от Москвы, Ленинграда, Горького (единственный раз в истории) и семи «хоккейных» союзных республик. Уже в первом турнире не состоялся один из матчей – представитель БССР не принял участие в соревнованиях. Первым обладателем стали «Крылья Советов» – бронзовый призёр чемпионата, обыгравший в финале действующих чемпионов. В подобном же формате прошли следующие 5 турниров – рекорд по стабильности схемы соревнований.

Состав второго розыгрыша был расширен – от союзных городов и республик допускались оба финалиста кубков, а от РСФСР 4 полуфиналиста. Но в ходе соревнований количество участников уменьшилось почти до прошлогоднего уровня – четверть команд отказались играть. Чемпион СССР команда ВВС МВО, выиграв Кубок, впервые сделала «дубль».

В третьем розыгрыше от чемпионата, разделившегося на классы «А» и «Б», по-прежнему участвовали все команды, от республик и городов снова было допущено по одной команде. И снова победителем стала новая команда – московское «Динамо».

Следующие три розыгрыша выиграла команда ЦСК МО, дважды сделав дубль. С пятого турнира к участию стала допускаться команда Казахстана, в шестом, благодаря расширению чемпионата СССР, количество команд в соревновании увеличилось почти в два раза.
В 1957 году начались игры нового розыгрыша, однако он не был завершён. Причём, согласно журналу «Спортивные игры» от 10 мая 1956 года, турнир отсутствовал в структуре предстоящего сезона. Газета «Советский спорт» от 30 марта 1957 года сообщала что ВКФКиС решил в этом сезоне не проводить розыгрыш Кубка СССР для команд мастеров, а вместо него провести новый турнир – кубок для КФК, без участия команд классов «А» и «Б». При этом газеты «На боевом посту» (№74 от 28 марта 1957 года), «Автозаводец» (от 20 и 30 марта 1957 года) и «Смена» (от 27 марта 1957 года) называли данное соревнование Кубком СССР, утверждая о вручении победителю соответствующего приза. Победителем данного турнира, обыграв в финале обладателя Кубка РСФСР горьковское «Динамо», стал обладатель Кубка Москвы ЦСК МО-2.
Следующие три сезона турнир также не проводился. В 1960 году по кубковой схеме был проведён чемпионат СССР, а в 1961 участники чемпионата в конце сезона разыграли снова трофей. Победителем, трижды обыграв в финале серебряного призёра, стал в четвёртый раз подряд чемпион страны ЦСКА.
В 1966 году, после очередного перерыва, турнир возобновился, снова став разыгрываться каждый год. Соревнования стали самыми масштабными в истории как по числу участников, так и по числу отказов от игр – не сыграла каждая четвёртая команда. К участию допускались команды мастеров – как класса «А», так и воссозданного в этом сезоне класса «Б», и обладатели кубков союзных республик. Так как Кубок РСФСР не разыгрывался, для российских обладателей кубков краёв, областей и республик был проведён отборочный турнир, определивший восьмёрку участников всесоюзных соревнований. Чемпион страны ЦСКА выиграл турнир в пятый раз подряд.
Следующие четыре турнира проходили при участии только команды мастеров, и только из класса «А», а в 1970 году были допущены лишь команды двух его высших дивизионов. Сокращение количества участников положительно сказалось на проведении турнира – в розыгрышах 1969 и 1970 годах впервые сыграли все приглашённые к участию команды. В 67-69 годах побеждал в ЦСКА, в 1968 году сделав «дубль», в 1970 впервые трофей выиграл московский «Спартак».
Состав следующих четырёх турниров был расширен – к командам высшей и первой групп (лиг) снова были добавлены обладатели кубков республик (от РСФСР – полуфиналисты). И снова часть команд (в т.ч. одна из первой лиги) отказались принимать участие в турнирах. Впервые заключительные этапы Кубка были перенесены на следующий сезон – в 1973 году игры начиная с 1/4 прошли вместо февраля в только в августе-сентябре. После гегемонии армейцев, выигрывавших соревнования 8 раз подряд, победители стали чередоваться – сначала второй раз подряд выиграл «Спартак», после «Динамо», затем «дубли» сделали ЦСКА и «Крылья Советов».
В 1975 году розыгрыш не проводился, хотя изначально планировалось даже расширить круг участников. Но насыщенный календарь сборной (игры с ВХА и розыгрыш приза «Известий» в 6 кругов вместо одного) помешал проведению турнира.
С 1976 года изменился не только состав участников (вновь это были только команды высшей и первой лиг), но схема проведения – был введён предварительный групповой этап. И снова турнирам не находилось места в календаре – в 1977 и 1978 годах, в связи с подготовкой сборной к чемпионатам мира, розыгрыши Кубка были заменены турнирами на приз «Советского спорта» (без участия игроков сборной), и если в 1977 году турнир в укороченном формате был проведён осенью, то в 1978 соревнования вовсе не проводились. В 1979 году из-за особенностей проведения чемпионата страны в розыгрыше приняло участие только 18 команд из 28. Третий раз в своей истории победителем стало «Динамо», затем побеждал уже только ЦСКА.
В 1980 году соревнования были запланированы, но не проведены, следующие 3 года розыгрыш не предусматривался, в 1984 и 1985 году кубок также не разыгрывался в связи с подготовкой сборной и нехваткой времени.
Наконец было принято решение всё же провести кубок 1987 года, как и в прошлый раз в усечённом составе. Но турнир опять не вписался в график не только этого сезона, но и следующего, в результате его победитель – ЦСКА, определился только в августе 1988 года.

## Финалы
| Год  | Победитель                  | Счёт               | Финалист                | Стадион                       | Посещаемость           |
| ---- | --------------------------- | ------------------ | ----------------------- | ----------------------------- | ---------------------- |
| 1951 | «Крылья Советов» Москва     | 4 : 3              | ВВС МВО                 | Динамо                        | 25000                  |
| 1952 | ВВС МВО                     | 6 : 5              | «Крылья Советов» Москва | Динамо                        | Десятки тысяч зрителей |
| 1953 | «Динамо» Москва             | 3 : 2              | ЦДСА                    | Динамо                        | Более 15000            |
| 1954 | ЦДСА                        | 3 : 2              | «Зенит» Москва (2)      | Динамо                        |                        |
| 1955 | ЦСК МО (2)                  | 5 : 2              | «Динамо» Москва         | Динамо                        |                        |
| 1956 | ЦСК МО (3)                  | 2 : 0              | «Динамо» Москва (2)     | каток Сокольники              | 6000                   |
| 1961 | ЦСКА (4)                    | 5 : 1 15 : 4 6 : 3 | «Торпедо» Горький       | Дворец спорта                 | 8000 5000 6000         |
| 1966 | ЦСКА (5)                    | 6 : 1 8 : 2        | «Динамо» Москва (3)     | Дворец спорта                 | 10000 9000             |
| 1967 | ЦСКА (6)                    | 2 : 0              | «Спартак» Москва        | Дворец спорта                 | 14000                  |
| 1968 | ЦСКА (7)                    | 7 : 1              | СКА                     | Дворец спорта                 | 14000                  |
| 1969 | ЦСКА (8)                    | 3 : 1              | «Динамо» Москва (4)     | Дворец спорта                 | 10000                  |
| 1970 | «Спартак» Москва            | 2 : 1              | «Динамо» Москва (5)     | Дворец спорта                 | 14000                  |
| 1971 | «Спартак» Москва (2)        | 5 : 1              | СКА (2)                 | Дворец спорта                 | 14000                  |
| 1972 | «Динамо» Москва (2)         | 3 : 0              | «Химик» Воскресенск     | Дворец спорта                 | 12000                  |
| 1973 | ЦСКА (9)                    | 6 : 2              | «Трактор» Челябинск     | Дворец спорта                 | 12000                  |
| 1974 | «Крылья Советов» Москва (2) | 4 : 3              | «Динамо» Москва (6)     | Дворец спорта Сокольники      | Аншлаг                 |
| 1976 | «Динамо» Москва (3)         | 3 : 2 От           | ЦСКА (2)                | СД ЦСКА                       | 3000                   |
| 1977 | ЦСКА (10)                   | 9 : 5              | «Спартак» Москва (2)    | Дворец спорта                 | 12500                  |
| 1979 | ЦСКА (11)                   | 4 : 2              | «Динамо» Москва (7)     | СД ЦСКА                       | 3000                   |
| 1988 | ЦСКА (12)                   | 3 : 2 От           | «Динамо» Москва (8)     | МСА стадиона им. В. И. Ленина | 12500                  |